# Обербергиш (район)
О́бербергиш (нем. Oberbergischer) — район в Германии. Центр района — город Гуммерсбах. Район входит в землю Северный Рейн-Вестфалия. Подчинён административному округу Кёльн. Этот район богат лесами, водотоками и охраняемыми природными территориями. Благодаря близости к крупным городам Рейнской области (нем. Rheinschiene), Рурской области и «Бергскому городскому треугольнику» (нем. Bergisches Städtedreieck) он пользуется у туристов большой популярностью. В исторически и социально-культурном отношении район отнесен к культурному региону Бергишес-Ланд.
Занимает площадь 919 км², что составляет почти половину всей площади исторической земли Бергишес-Ланд. Население — около 272 тыс. чел. (2020), что ставит район на 9-е место среди 31 района Северного Рейна-Вестфалии. Городом с наибольшим количеством жителей является районный центр Гуммерсбах, тогда как община Морсбах имеет наименьшее количество жителей. Плотность населения — 296 человек/км².
Район существует в своей нынешней форме со времени коммунальной территориальной реформы 1975 года, когда был образован из старого района Обербергиш, а также частей района Рейниш-Бергиш и распущенного района Рейн-Вуппер.

## География

### Географическое положение
Район Обербергиш расположен на востоке природно-исторического региона Бергишес-Ланд между долиной Рейна и горным районом Зауэрланд. Здесь насчитывается более 1400 деревень и хуторовUnsere Dörfer im Oberbergischen Kreis.
Крайними географическими пунктами района являются:
- На севере: изгиб водотока Бребах (Шпреелер Бах) (нем. Brebach (Spreeler Bach)) в 480 метрах к северо-востоку от мельницы Шпреель в деревне Гризензипен (нем. Griesensiepen).
- На юге: Боковой поток Хольпербаха, 660 метров к западу от Зайфена (местная община Форст, недалеко от Виссен / Зиг, район Альтенкирхен).
- На западе: река Зюльц, в 200 метрах к западу от Клефхауса и в 90 метрах выше устья притока Дюршбах.
- На востоке: 20 метров к северо-западу от шоссе L342 и 790 метров к востоку от поселения Хардт в Гуммерсбахе.

## Города и общины
Район подразделяется на 13 городов и общин:
- Гуммерсбах (51 492)
- Виль (25 678)
- Випперфюрт (23 220)
- Радеформвальд (22 709)
- Линдлар (22 136)
- Энгельскирхен (20 074)
- Бергнойштадт (19 731)
- Райхсхоф (19 572)
- Вальдбрёль (19 378)
- Нюмбрехт (17 297)
- Хюккесваген (15 800)
- Мариенхайде (13 723)
- Морсбах (11 102)

## Культура и достопримечательности
- Замок Гимборн
- Бергская панорамная тропа